# Gonomyia lappona
Gonomyia lappona är en tvåvingeart som beskrevs av Oosterbroek 1992. Gonomyia lappona ingår i släktet Gonomyia och familjen småharkrankar. Inga underarter finns listade i Catalogue of Life.